# Frankfurter Bogen
Koordinaten: 50° 9′ N, 8° 42′ O

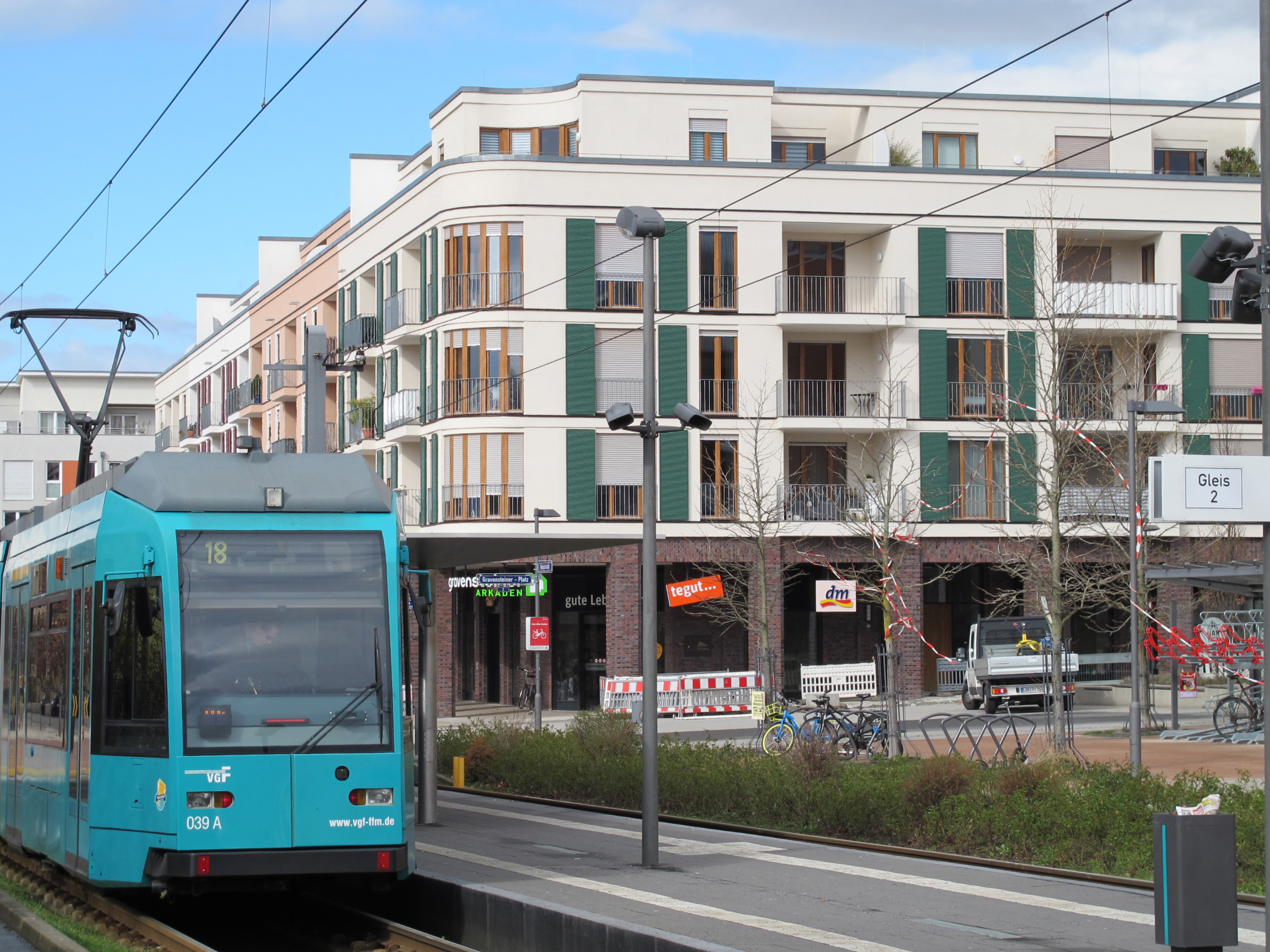
Frankfurt am Main, Straßenbahn-Endhaltestelle Gravensteiner Platz

Der Frankfurter Bogen ist eine 72 ha große Siedlung am östlichen Rand des Frankfurter Stadtteils Preungesheim. Sie befindet sich in drei Abschnitten seit 2004 im Bau und soll etwa 2020 vollendet sein (Stand: November 2018). Die Siedlung erhielt diesen Namen, weil sie im Norden und im Osten von einem Bogen der Bundesautobahn 661 begrenzt und umschlossen ist. Im Frankfurter Bogen können nach Vollendung rund 5000 Menschen in etwa 2000 Wohneinheiten leben.

## Entwicklung
Die Planung der Stadt Frankfurt sah vor, dass die Bebauung des Frankfurter Bogens in drei Bauabschnitten erfolgte. Im Wohnungsbau wurden sowohl mehrgeschossige Miet- und Eigentumsbauten als auch Einfamilienhäuser in Reihen- und Einzelbauweise vorgesehen. Die Grundstücksneuordnung und Erschließung wurde für den ersten Bauabschnitt 1999 und für den zweiten Bauabschnitt Mitte 2002 beendet. Im Juli 2004 wurde das Verfahren für den dritten südlich liegenden Bauabschnitt und damit für das Gesamtprojekt abgeschlossen. Seitdem wurde in allen drei Bauabschnitten gebaut. Die ersten beiden Abschnitte sind inzwischen vollendet, der dritte Bauabschnitt bietet noch wenige Reserven. Die Stadt Frankfurt vergibt jedoch keine Grundstücke mehr.
Inzwischen gibt es aufgrund zahlreicher Geschäfte in den Gravensteiner Arkaden sowie Kindertagesstätten und Schule auch eine sehr gute Infrastruktur. Dies schlug sich auch in der Preisentwicklung nieder: Gegenüber den ersten Verkäufen im Frankfurter Bogen gab es inzwischen Preissteigerungen von 50 Prozent und mehr.

## Benennung
Der Frankfurter Bogen wird auch als „Apfel-Quartier“ bezeichnet. Vor dem Baubeginn gab es an diesem Standort Gärten, Schrebergärten sowie viele Streuobst- bzw. Apfelbaumwiesen. Zahlreiche Straßen wurden daher auch nach Apfelsorten benannt, beispielsweise Alkmenestraße, Am Borsdorfer, Renettenstraße, Gravensteiner Platz, Boskoopstraße.

## Infrastruktur

### Verkehr

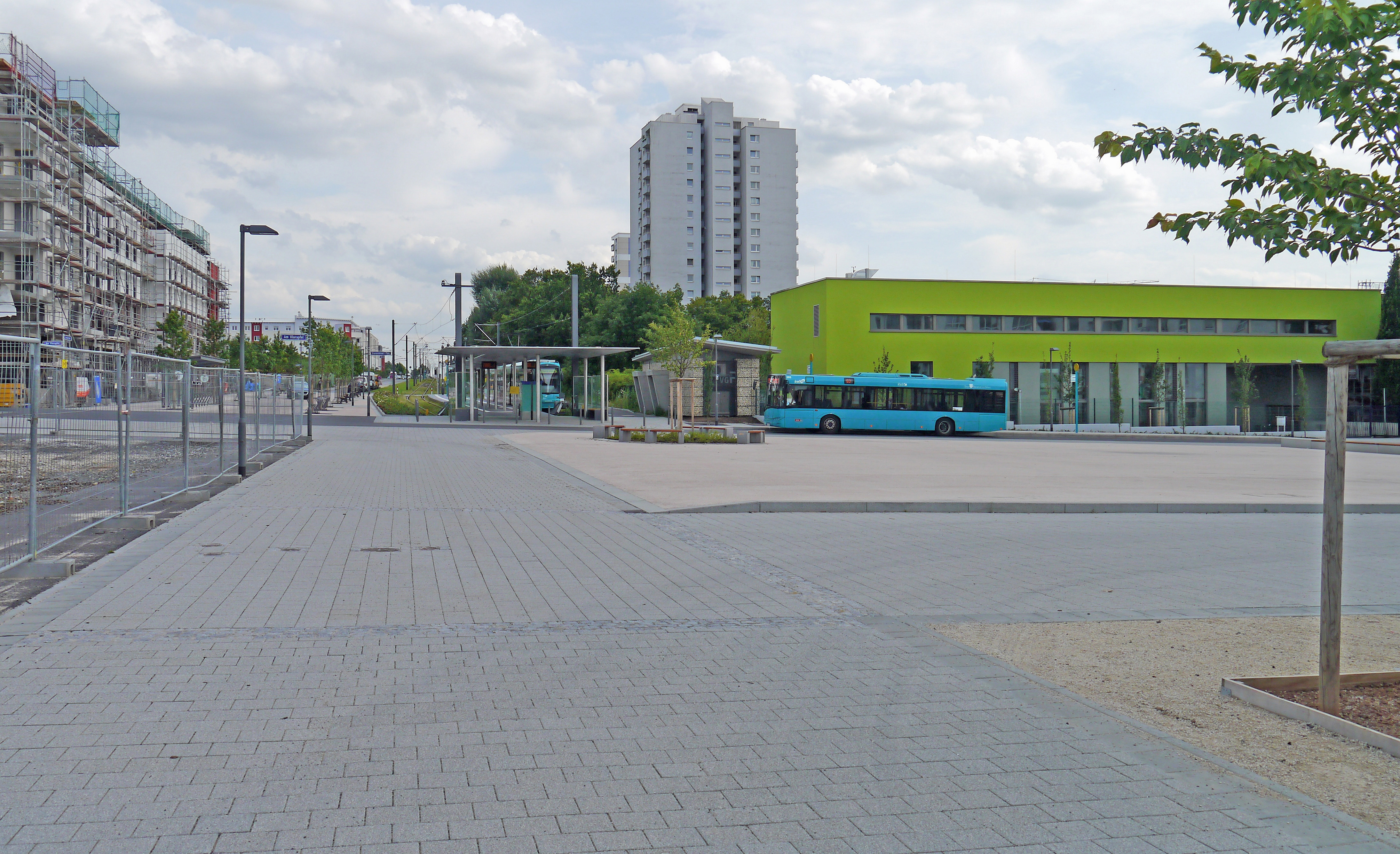
Endstation der Tramlinie 18 am Gravensteiner-Platz, Juli 2012

Seit 2002 ist der Frankfurter Bogen durch die Buslinie 63 an den öffentlichen Personennahverkehr angeschlossen. Außerdem ist eine U-Bahn-Anbindung durch die Linie U5 in ca. ein Kilometer Entfernung (Stationen Preungesheim, Sigmund-Freud-Straße und Ronneburgstraße) vorhanden. Zur besseren und direkten Verkehrsanbindung wurde ab März 2009 eine 3,5 Kilometer lange Straßenbahnstrecke von der nördlichen Innenstadt über die Friedberger Landstraße zum Frankfurter Bogen (Endstation Gravensteiner-Platz) gebaut. Sie wird von der neuen Straßenbahnlinie 18 bedient und ging am 11. Dezember 2011 in Betrieb. Mit dieser umsteigefreien Schienenverbindung können Fahrgäste aus der Großsiedlung direkt in die Innenstadt (z. B. zur Konstablerwache, 18 Minuten) oder bis nach Sachsenhausen gelangen. An Freitagen, Samstagen und Tagen vor Feiertagen gibt es bei der 18 einen Nachtverkehr. Dieser beginnt um 1:30 und endet um 4:00.
| Linie | Verlauf | Takt                                                                   |
| ----- | --- | ---------------------------------------------------------------------- |
| 18    | Preungesheim Gravensteiner-Platz – Friedberger Warte – Nordend Ost – Konstablerwache – Lokalbahnhof – Südbahnhof – Fritz-Kissel-Siedlung – Louisa Bahnhof | 10 min (werktags) 7/8 min (HVZ an Schultagen) 15 min (sonn-/feiertags) |

Den Autoverkehr führen die Hofhausstraße (von der Friedberger Landstraße B521), die Huswertstraße (von der Straße Am Dachsberg) und die Weilbrunnstraße (von der Homburger Landstraße) zum Frankfurter Bogen. Außerdem gibt es zwei nahe Autobahnanschlussstellen (Friedberger Landstraße und Eckenheim) an die A 661.

### Jugendbetreuung
Im Frankfurter Bogen sind vier Kindertagesstätten und ein Gebäudekomplex mit Grundschule, Kindertagesstätte und Jugendclub (Eröffnung 2007) realisiert.
Zwei Kindergarten sind in der Alkmenestraße und je einer der Huswertstraße und Gundelandstraße.

### Flüchtlingsunterkunft
Im Februar 2015 wurde in der Container-Wohnanlage Goldpeppingstraße eine Unterkunft für Flüchtlinge eröffnet. Die Container, in denen zuvor eine Kita untergebracht war, wurden hierfür entsprechend umgerüstet. Insgesamt wurden bis zu 80 Personen, nur Alleinstehende und Paare, jedoch keine Kinder untergebracht. Die Anlage im Neubaugebiet Frankfurter Bogen wurde vom Evangelischen Verein für Wohnraumhilfe betreut.
Die Unterkunft war für zwei Jahre geplant und konnte maximal um ein Jahr verlängert werden. Danach mussten gemäß Bauordnung die letzten Wohnhäuser für den Frankfurter Bogen auf diesem Grundstück gebaut werden.
Ab Mitte 2018 wurde die Unterkunft geräumt. Die ABG Frankfurt Holding hat im Jahr 2024 die Bebauung mit Mietwohnungen auf dem Grundstück fertiggestellt. Es wurde eine Wohnanlage in Randbebauung, ähnlich dem Apfel-Carée oder den Gravensteiner Arkaden mit Innenhof errichtet.

### Bau einer Sportanlage
Der Ortsbeirat 10 und die Sportvereine bemühen sich seit Jahrzehnten um eine Sportanlage für Preungesheim. Vorgesehen ist dafür seit langem ein 6,5 Hektar großes leicht abschüssiges Grundstück im Südosten der Neubausiedlung. Eigentlich sollte nach Mitteilung des Sportdezernenten Markus Frank 2013 mit dem Bau begonnen werden. Im Februar 2013 wurde aber nur das Wildwuchsgrundstück gerodet. Im Juni 2014 hat der Magistrat der Stadt Frankfurt den Sportpark dann nach einigen Einsparumplanungen auf den Weg gebracht. Die Anlage für 14,15 Millionen Euro wird terrassiert gestaltet, sie wird eine Drei-Felder-Halle (2200 Quadratmeter, 200 Zuschauerplätze) mit integrierten Umkleiden und Duschen, außen ein Kunstrasenspielfeld mit Laufbahn, ein Naturrasenspielfeld, zwei Minirasenfelder sowie ein Funktionsgebäude erhalten, das auch für gesellige Veranstaltungen geeignet sein wird. Eingerahmt wird das Gelände mit einer parkähnlichen Begrünung, zur nördlichen Wohnbebauung hin mit einem 4 Meter hohen Schallschutzwall plus 2 Meter Schutzwand. Die Halle wurde vor den Außenplätzen eröffnet. Baubeginn für die dann größte Stadtteil-Sportanlage Frankfurts war im September 2014, die Sporthalle folgte im Herbst 2015; Eröffnung des Projekts war Ende Mai 2017.

### EinkaufszentrumGravensteiner Arkaden
Im August 2011 wurde nach einem Wettbewerb über die Planung des Einkaufszentrums entschieden. Auf dem 7300 Quadratmeter großen Grundstück am Gravensteiner-Platz werden in einer Blockrandbebauung mit Innenhof 118 Wohnungen in vier Geschossen (17.820 Quadratmeter), ein Supermarkt mit 3068 Quadratmetern (tegut), weitere 2120 Quadratmeter für sonstigen Einzelhandel oder eine Bankfiliale, 300 Quadratmeter für Gastronomie und 760 Quadratmeter Büroflächen entstehen. Das Grundstück wurde Anfang 2013 von Wildwuchs befreit und planiert, im Mai 2014 begannen Baugrunduntersuchungen und die Aushubarbeiten, im September 2014 war Fundamentlegung, so dass die Fertigstellung der lang erwarteten "Gravensteiner Arkaden" im Frühjahr 2016 erfolgen konnte. Inzwischen wurden Läden der Gravensteiner Arkaden eröffnet, darunter ein Supermarkt, eine Drogerie, ein Eiscafé, ein Bäcker sowie ein Restaurant. Im selben Gebäudekomplex gibt es weitere kleine Ladengeschäfte wie ein Friseur, ein Kosmetikstudio und eine Physiotherapie-Praxis.

### Markt
Am Gravensteiner Platz findet wöchentlich freitags ein Markt statt. Er bietet neben Einkaufsmöglichkeiten auch Stände mit Getränken und Speisen.

### Seniorenstift
Das Wiesenhüttenstift, ein Altenwohn- und -pflegeheim, wurde 2006 aus dem Frankfurter Nordend zum Gravensteiner-Platz verlegt. Der Bau des ebenfalls dort geplanten größeren Einkaufszentrums konnte mangels eines Investors erst Mitte 2014 begonnen werden. Daneben befinden sich jedoch seit Mitte 2013 einige Ladengeschäfte, integriert in eine große Büro- und Wohnanlage. Seit Frühjahr 2009 gibt es freitags einen Preungesheimer Wochenmarkt am Gravensteiner Platz.

### Grünanlagen, Spiel- und Sportflächen
Ansonsten sind ca. 45 % (32,4 ha) des Neubaugebiets für Grünanlagen, Freizeitgärten sowie Spiel- und Sportanlagen vorgesehen. Die Grünanlagen sollen – ebenso wie die bestehenden Kleingartenanlagen – einen natürlichen Lärm- und Abgaspuffer zur tiefer liegenden Bundesautobahn 661 um die Wohngebiete des Frankfurter Bogens bilden. Zudem kann man den nördlichen Frankfurter Grüngürtel durch zwei Autobahnunterführungen in wenigen Minuten zu Fuß oder per Fahrrad erreichen. Auf einer Fläche von ca. 3,4 Hektar wurde nördlich der Straße Am Borsdorfer und östlich der Liesel-Oestreicher-Schule unter dem Arbeitsnamen Apfelpark eine klassisch hessische Streuobstwiese nachempfunden. Die im August 2012 übergebene Anlage für 750.000 Euro Kosten erhielt westlich den Lückenschluss des Weges Am Lausberg, dazu ein eigenes Wegenetz mit Rundweg sowie Spiel- und Sportflächen für Kinder.

### Weitere Bebauung
Auf dem ehemaligen Gelände der Flüchtlingsunterkunft und an der Booskopstraße ist weiterer Wohnraum entstanden. Ansonsten ist die Erschließung des Frankfurter Bogens weitestgehend abgeschlossen. Es gibt kaum freie Flächen. Die Stadt Frankfurt vergibt nach aktueller Beschlusslage keine weiteren Grundstücke.

### Weltrekordversuch
Am 6. Mai 2017 wurde im Rahmen der Veranstaltung "4. Preungesheim is(s)t" ein Weltrekordversuch unternommen: In einer Lesestaffel wurde versucht, in mehr als 50 Sprachen die Allgemeine Erklärung der Menschenrechte vorzulesen. Dabei wurde diese in 53 Sprachen gelesen, womit Preungesheim einen neuen Weltrekord erreicht hat. Der Weltrekord muss noch durch das Büro für Weltrekorde genehmigt werden.